# Artistique-Europameisterschaft 1985

Logo CEB (ausrichtender Verband)

Veranstaltungsort:
Spoleto

Die Billard-Artistique-Europameisterschaft 1985 war das 28. Turnier in dieser Disziplin des Karambolagebillards und fand vom 29. Mai bis zum 2. Juni 1985 in Spoleto statt.

## Modus
Gespielt wurden 76 verschiedene Figuren mit verschiedenen Punktewertungen. Jeder Teilnehmer hatte pro Figur drei Versuche. Die maximale Punktzahl betrug 500 Punkte.

Gewertet wurde wie folgt:
1. Punkte = Erzielte Punkte
2. Versuche = Anzahl der gespielten Versuche
3. gelöste Figuren = gelöste Figuren
4. HS = Punkte der nacheinander gelösten Figuren
5. % = Prozentual gelöste Figuren

## Abschlusstabelle
| Platz                        | Name               | Punkte | Versuche | gel. Figuren | HS | %       |
| ---------------------------- | ------------------ | ------ | -------- | ------------ | -- | ------- |
| 1                            | Léo Corin          | 280    | 166      | 47           | 31 | 56,00 % |
| 2                            | Jean Bessems       | 257    | 163      | 45           | 47 | 51,40 % |
| 3                            | Ricardo Fernández  | 254    | 176      | 42           | 44 | 50,80 % |
| 4                            | Maurice Coyret     | 240    | 186      | 38           | 43 | 48,00 % |
| 5                            | Angelo Casales     | 239    | 183      | 39           | 26 | 47,80 % |
| 6                            | Raymond Steylaerts | 237    | 174      | 39           | 38 | 47,40 % |
| 7                            | Francis Connesson  | 226    | 181      | 41           | 40 | 45,20 % |
| 8                            | Robert Immervoll   | 202    | 176      | 35           | 27 | 40,40 % |
| 9                            | Günther Brockshus  | 179    | 187      | 31           | 18 | 35,80 % |
| 10                           | Paolo Della Valle  | 117    | 199      | 23           | 12 | 23,40 % |
| Turnierdurchschnitt: 44,62 % |                    |        |          |              |    |         |